# Condado de Vestur-Skaftafellssýsla
Vestur-Skaftafellssýsla es uno de los 23 condados de Islandia. Se encuentra al sur del país. 

## Geografía
Se localiza en el sector sur de Islandia, junto a los condados de Rangárvallasýsla y Árnessýsla conforman la región de Suðurland. En este condado se encuentra el punto más austral de la isla de Islandia, Kötlutangi.  

## Demografía
Vestur-Skaftafellssýsla posee una superficie total de 5.663 kilómetros cuadrados, y una población total de 961 personas (2009). Posee una de las densidades más bajas del país, con sólo 0,16 hab/km².

### Municipios
Vestur-Skaftafellssýsla comprende sólo 2 municipios:
- Mýrdalshreppur
- Skaftárhreppur

### Localidades
Vestur-Skaftafellssýsla comprende las siguientes localidades:
| Localidades         | Altura (m s. n. m.) | Población (2004) |
| ------------------- | ------------------- | ---------------- |
| Dyrhólahverfi       | 7,9                 | 44               |
| Grafarkirkja        | 70                  | 5                |
| Kálfafell           | 44,8                | 5                |
| Kirkjubæjarklaustur | 31,6                | 5                |
| Langholt            | 11,8                | 5                |
| Þrestbakki          | 79,8                | 5                |
| Reynir              | 165,8               | 49               |
| Skeiðiflötur        | 50,9                | 44               |
| Þykkvabæjarklaustur | 14,9                | 4                |
| Vík-Handelssted     | 0,1                 | 47               |